# Canto sem Fronteira
Canto Sem Fronteira é um festival de música regional realizado desde o ano de 2003 na cidade de Bagé no Rio Grande do Sul, há 380 km de Porto Alegre. O evento valoriza a arte e a cultura, promove a fronteira Sul e o Rio Grande do Sul, difundindo costumes da campanha, mantendo viva a identidade do gaúcho, proporcionando a divulgação da sua história, suas características, acionando a preservação das tradições Riograndenses através da música, solidificando e fortalecendo a cultura popular brasileira.

## Meta
Com ritmos peculiares desta região, como milongas, chamamés e chamarras, o evento impulsiona o setor musical folclórico brasileiro, uma vez que o palco do Canto Sem Fronteira é uma importante vitrina de apresentações musicais que não possuem espaço nos grandes centros da mídia, sendo fundamental na perpetuação da cultura musical em sua essência, buscando a modernização, a atualidade, sem perder o compromisso de manter-se fiel aos primeiros estilos musicais que soaram por estes rincões.

## Nome
O nome do evento visa promover a integração de povos através da arte; Canto Sem Fronteira faz alusão às fronteiras políticas e geográficas impostas pelo homem que são superadas através da música. Bagé, localizada na fronteira do Brasil com o Uruguai, esteve envolvida em disputas territoriais inúmeras vezes, encontrando-se em algumas delas sob o domínio espanhol. Essas disputas moldaram a cultura local de forma que se nota impressionante semelhança entre os gaúchos e os “gauchos” uruguaios e argentinos, seja nos hábitos do chimarrão, nas indumentárias como a bombacha, ou nas poesias e melodias.

## Apoio
Por ter um cunho estritamente cultural o evento desde a sua primeira edição só é realizado graças ao benefício da Lei de Incentivo à Cultura do Estado do Rio Grande do Sul e apoio da Prefeitura Municipal de Bagé. Em 2007 o Canto Sem Fronteira conquistou no Edital Petrobras de Festivais de Música promovido pelo Instituto Moreira Salles através da Lei Rouanet o patrocínio da Petrobras, a maior patrocinadora de cultura do país, e por meio deste apoio o Canto Sem Fronteira solidifica-se entre os grandes festivais do Brasil.
Em 2008 o festival foi declarado Patrimônio Histórico e Cultural do município pela LEI 4.657, sendo ainda premiado nacionalmente pelo Ministério da Cultura com o Prêmio Culturas Populares “Edição Mestre Humberto de Maracanã” por sua atuação destacada na preservação da cultura brasileira.
Assim é o Canto Sem Fronteira, um festival de música regional com o pensamento no futuro e as raízes no passado.